# Lentigny
Lentigny település Franciaországban, Loire megyében. Lakosainak száma 1794 fő (2022. január 1.). Lentigny Saint-André-d’Apchon, Villemontais, Villerest, Ouches, Saint-Alban-les-Eaux és Saint-Jean-Saint-Maurice-sur-Loire községekkel határos.

## Népesség
A település népességének változása:
| Lakosok száma | 842  | 1311 | 1411 | 1395 | 1647 | 1695 | 1736 | 1777 | 1798 | 1794 |
|               | 1968 | 1982 | 1990 | 2006 | 2013 | 2015 | 2017 | 2019 | 2020 | 2022 |